# Матиас Едвардсон
Матиас Едвардсон (на шведски: Mattias Edvardsson) е шведски писател на произведения в жанра трилър, криминален роман, драма и детска литература. Публикуван е и под името М. Т. Едвардсон (M.T. Edvardsson).

## Биография и творчество
Матиас Едвардсон е роден на 18 декември 1977 г. в Трелеборг, Щвеция. Получава магистърска степен по литературознание и диплома по педагогика. Работи над 15 години като гимназиален учител по шведски език и психология. През 2019 г. напуска работата си и се посвещава на писателската си кариера.
Първият му роман „Dit drömmar färdas för att dö“ (Където мечтите пътуват, за да умрат) е издаден през 2012 г. Историята се базира на истински случай в Швеция през 2006 г., при който десетгодишно дете е убито под формата на изтезания от майка си и нейния партньор. В книгата си писателят прави своя интерпретация отвъд разпитите и протоколите на наказателното дело.
През 2018 г. е издаден психологическият му трилър „Почти нормално семейство“ от поредицата „Лундасвитен“. Деветнайсетгодишната Стела Сандел е обвинена в бруталното убийство на сенчест бизнесмен, почти петнадесет години по-възрастен от нея. Баща ѝ, който е пастор, вярва, че дъщеря му е невинна, майка ѝ, която е адвокат по наказателни дела, смята, че никой не казва истината, а дъщеря им е лоялна към тях и отчаяна за мечтите си за бъдещето. Историята е представена в три части и гледни точки. Ромънът става бестселър и е преведен на над 30 езика по света.
Матиас Едвардсон живее със семейството си в Льодекьопинг, община Шевлинге.

## Произведения

### Самостоятелни романи
- Dit drömmar färdas för att dö (2012)[5]
- Stå ut (2014)
- Där framtidens fötter vandrar (2014)
- April, April (2015)
- En nästan sann historia (2016)

### Серия „Лундасвитен“ (Lundasviten)
1. En helt vanlig familj (2018)[2]
Почти нормално семейство : роман за едно престъпление, изд.: ИК „ЕРА“, София (2019), прев. Анелия Петрунова
2. Goda grannar (2020)[5]
3. En familjetragedi (2021)

### Серия „Ела и Ноа“ (Ella & Noa)
детска литература
1. Glass på en onsdag (2018)[5]
2. Hoppa från kanten (2019)
3. Lussa lagom (2020)